# Branchia brevis
Espèce
Branchia brevis est une espèce de solifuges de la famille des Ammotrechidae.

## Distribution
Cette espèce est endémique des États-Unis. Elle se rencontre au Texas, au Nouveau-Mexique et en Arizona.

## Description
Les mâles mesurent de 11,0 à 13,0 mm.

## Publication originale
- Muma, 1951 : The Arachnid order Solpugida in the United States. Bulletin of the American Museum of Natural History, no 97, p. 31-141 (texte intégral).